# Bunker Hill (Illinois)
Bunker Hill – miasto w Stanach Zjednoczonych, w stanie Illinois, w hrabstwie Macoupin.